# Il était une fois… Guy Lafleur
Pour plus de détails, voir Fiche technique et Distribution.
Il était une fois... Guy Lafleur est un film documentaire québécois d'une durée de 58 minutes sur le hockeyeur Guy Lafleur produit par Imavision, réalisé et écrit par Nicolas Houde-Sauvé et sorti en format DVD en 2009. 
Le film se veut un documentaire avec une entrevue avec Guy Lafleur amorcée par Réjean Tremblay, des documents d'archives ainsi qu'une chanson inédite de Claude Dubois sur le hockeyeur à la fin du film. Raconté par Stéphane Archambault, du groupe Mes Aïeux, le film raconte le parcours du hockeyeur avec les Canadiens, sa retraite en 1991 et les accusations contre lui en 2009 d'avoir menti à la cour au sujet de son fils Mark, accusé de voies de fait sur une mineure. 

## Synopsis
Le film montre Guy Lafleur dans un train de VIA Rail Canada (commanditaire du film) en compagnie de Réjean Tremblay pour une entrevue sur sa vie, sa carrière de hockeyeur et ses problèmes avec la justice en 2009 pour avoir menti à la cour au sujet de son fils Mark. Le film comprend également une entrevue avec sa femme Lise Barré (l'unique entrevue du film). Au cours de l'entretien, Guy Lafleur raconte sa retraite des Canadiens de Montréal en 1984, ses deux années dans les Nordiques de Québec ainsi que les problèmes de son fils Mark. Le film se termine avec une chanson inédite de Claude Dubois.

## Fiche technique
Fiche technique du documentaire :
- Écrit et réalisé par Nicolas Houde-Sauvé
- Directeur de la photographie : Philippe Amiguet
- Caméra : Patricia Gagnon
- Maquillage et coiffure : Élaine Hamel
- Chefs électriciens : Jean-François Landry, Éric Dionne, Justin Lamarche
- Musique : Jean Robitaille et Jean-Sébastien Robitaille (Image Sonore)
- Chanson-thème écrite, composée et interprétée par Claude Dubois
- Photographe de plateau : Marc Dussault
- Prise de son : Christophe Motte
- Montage image : Martin Gagnon
- Montage son : Sébastien Rochon
- Infographie : Martin Gagnon, Charles-Étienne Viau
- Montage linéaire : Martin Savaria
- Assistance au montage : Francis Bernier
- Coordonation de postproduction : Claudine Tissier, Charles Bélanger
- Postproduction : Studios Beebop
- Recherche : Pierre-Alexis Jasmin
- Direction de production : Marie-Claude Filteau
- Coordonation de production : Mélanie Campeau
- Productrice déléguée : Mylène Béliveau
- Producteurs : Pierre Paquet et Luc Châtelain
- Produit avec la participation financière du Gouvernement du Québec (Crédit d'impôt cinéma et télévision - Gestion SODEC) et du Gouvernement du Canada (Crédit d'impôt pour production cinématographique ou magnétoscopique canadienne)
- production : Imavision

## Distribution
- Guy Lafleur
- Réjean Tremblay
- Yvon Lambert
- Guy Lapointe
- Lise Barré
- Réjean Tremblay et Stéphane Archambault, narrateur
- Entrevues : Réjean Tremblay (l'entrevue de Lise Barré est faite par Mylène Béliveau)

## Parution
Le film est disponible en coffret DVD double et distribué par Imavision (no. de catalogue 10-1529 UPC: 069458211031).